# Ronneby, Minnesota
Ronneby är ett kommunfritt område i Maywood Township, Benton County, Minnesota, USA. 2010 uppgick folkmängden till 67 invånare. Platsen tillhör Saint Cloud Metropolitan Statistical Area.

## Historia
Platsen namngavs efter Ronneby i Sverige. Byn inkorporerades den 31 augusti 1899, och hette ursprungligen Saint Francis, men namnet ändrades då postkontoret invigdes 1897. Ronneby hade eget postkontor från 1897 till 1973.
Under tidigt 1900-tal blomstrade Ronneby som mest, och hade hotell, lokaltidning, sågverk och tre affärer. Platsen var inkorporerad stad till 4 maj 2009.  I november 2008 röstade invånarna med siffrorna 18-9 för att upplösa staden. I maj 2009 blev platsen del av Maywood Township. Folkmängden uppmättes till 16 invånare år 2000. Ronneby hade en folkmängd på 156 invånare år 1900, 132 år  1910, och 76 år  1920.

### Fotnoter
1. ↑  Ronneby Minnesota Community Guide
2. ↑  U.S. Post Offices
3. ↑  Marohn, Kirsti. ”Ronneby, Minn., fades--but not without fight”. St. Cloud Times.
4. ↑  Minnesota Legislative Manual, 1927, p. 442